# Desnor
Desnor (ook bekend als Compagnie DeSnor) is een Antwerps theatercollectief dat in 2012 werd opgestart door Louis Janssens en Ferre Marnef. Desnor gebruikt als typering voor zichzelf en hun werk de slagzin: We geloven in het doen. We geloven in het begin. In het doen ligt het begin.
Hun voorstellingen Ideale Plaats (2013) en #BOS (2014) (samen met Timo Sterckx) werden geselecteerd als Jong Werk voor Theater aan zee. In 2019 maakten ze samen met Timo Sterckx en Anna Franziska Jäger de voorstelling Toverberg, naar de roman van Thomas Mann.
De voorstellingen van Desnor zijn vaak in coproductie met detheatermaker, CAMPO (Gent), De Brakke Grond en Tweetakt Festival. Desnor werkt met projectsubsidies via het Kunstendecreet van de Vlaamse Gemeenschap.

## Theaterproducties
- Wie je op de rechterwang slaat, keer je ook je linkerwang toe (2012)
- Ideale Plaats (2013)
- #BOS (2014)
- Galileo (2017)
- Toverberg (2019)
- Serenade (2021)